# Хупл (Северна Дакота)
Хупл (енгл. Hoople) град је у америчкој савезној држави Северна Дакота.

## Демографија
По попису из 2010. године број становника је 242, што је 50 (-17,1%) становника мање него 2000. године.
| Група             | 2000.       | 2010.       |
| Белци             | 275 (94,2%) | 220 (90,9%) |
| Афроамериканци    | 0 (0,0%)    | 0 (0,0%)    |
| Азијати           | 1 (0,3%)    | 0 (0,0%)    |
| Хиспаноамериканци | 13 (4,5%)   | 22 (9,1%)   |
| Укупно            | 292         | 242         |